# Алессандро Медичи
Эта страница посвящена 1-му герцогу Флоренции. Для просмотра статьи об Алессандро Медичи, папе римском, перейдите на «Лев XI».
Алессандро де Медичи детто Моро (итал. Alessandro di Lorenzo de' Medici, detto il Moro; 22 июля 1510, Флоренция — 6 января 1537) — герцог флорентийский, первый из старшей линии Медичи, кто правил городом, нося титул «герцог».

## Происхождение
Родился во Флоренции. Считался побочным сыном 17-летнего Лоренцо II Медичи (внука Лоренцо Великолепного). Хотя многие ученые сегодня считают, что на самом деле он был побочным сыном Джулио Медичи (позже — папы Климента VII), племянника Лоренцо Великолепного. Историки предполагают, что он мог родиться от чернокожей женщины, служившей прислугой в доме Медичи, которая упоминается в документах как Симонетта да Коллавекьо (Simonetta da Collavechio), выданная замуж за итальянца. Его прозвище il Moro (Смуглый, Мавр) может быть связано с этим фактом.

## Правитель Флоренции
Джулио Медичи (будущий Климент VII) правил Флорентийской республикой до начала своего понтификата в 1523 году. Фактически продолжая управлять делами республики, папа формально ставит во главе Флоренции подростков Алессандро Медичи и Ипполито Медичи, назначив им в опекуны кардинала Сальвио Пассерини. Непопулярная политика и неудачные методы правления Климента VII привели к Сакко ди Рома и третьему изгнанию рода Медичи из Флоренции в 1527 году. Лишь заключив союз с Карлом V в 1530 г., папа после 9-месячной осады снова подчинил город и восстановил в нём власть своей семьи. В 1531 году 19-летний Алессандро был сделан папой правителем Флорентийской республики с титулом «Capo» (Глава). Глава республики по должности входил в каждый из правительственных комитетов, а также пожизненно занимал должность Гонфалоньера справедливости. Через год император Карл V присвоил ему наследственный титул герцога. Это было воспринято как конец Флорентийской республики. Император поддерживал Алессандро в его борьбе с прореспубликански настроенными флорентийцами, и даже выдал за него свою побочную дочь Маргариту.

## Личность
Алессандро отличался жестоким и деспотичным нравом, имел склонность к извращениям. Был весьма злопамятным. Во время его правления сторонники республики подвергались бесчисленным пыткам и казням. Его подозревали в отравлении кардинала Ипполито Медичи, его родственника, конкурировавшего с ним в борьбе за власть. Помимо всего прочего, горожане не любили его за склонность к оргиям, его обвиняли в похищениях и изнасилованиях флорентиек, в том числе и во вторжениях в женские монастыри.

## Смерть
Алессандро был убит своим кузеном Лоренцино Пополано де Медичи по прозванию Лорензаччо («плохой Лоренцино») и наёмным убийцей Скоронконколо. Лоренцино заманил свою жертву на свидание к своей сестре, прекрасной вдове Лодомии (по другой версии, он убил его за посягательство на Лодомию). Из страха перед восстанием, которое могло бы возникнуть, если бы слухи распространились, тело герцога было завернуто в ковёр, вынесено и тайно захоронено на кладбище Сан-Лоренцо.
В обращении, опубликованном позже, Лоренцино объявил, что убил герцога на благо республики. Через некоторое время он бежал в Венецию, где в 1548 году был убит. Партия сторонников Медичи (т. н. Palleschi), гарантировав сохранение власти города за правящей династией, за неимением законных наследников Алессандро, передала власть Козимо I Медичи, первому представителю «младшей» ветви семьи.

## Брак и потомство

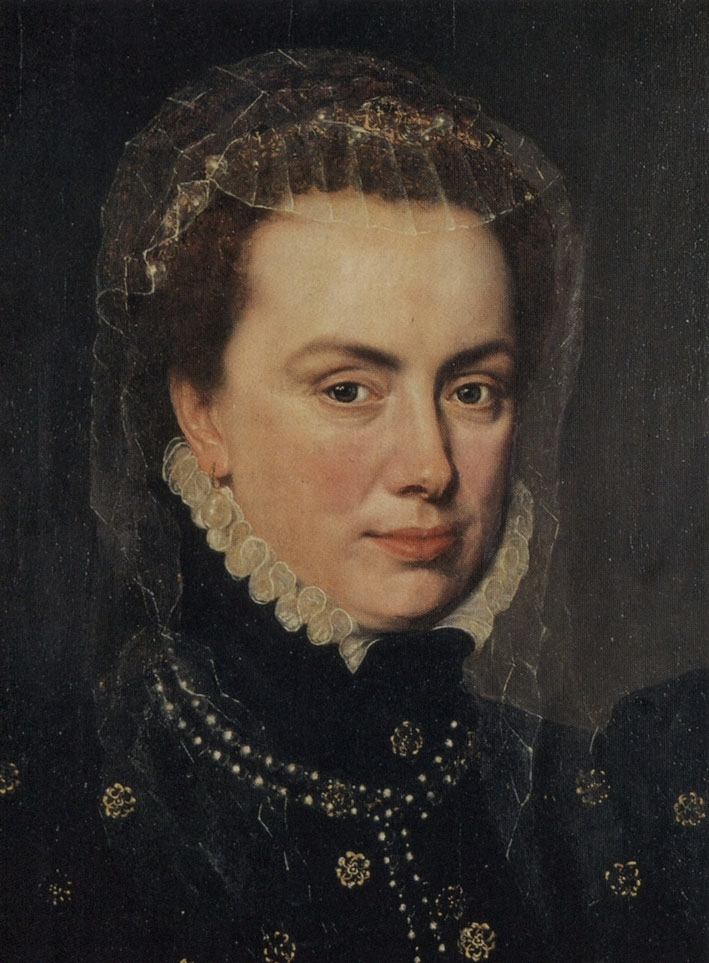
Вдова Алессандро вышла замуж за герцога Пармского, чем принесла многие сокровища Медичи во владение дома Фарнезе

Со своей официальной супругой Маргаритой Пармской Алессандро потомства не имел (они не прожили в браке и года). Его любовница и дальняя родственница, Таддея Маласпина родила ему детей:
- Джулио (Giulio di Alessandro de' Medici), (ок. 1533—1537 — 1600)
- Джулия (Giulia de' Medici), (ок. 1535—?), супруга Бернадетто де Медичи.

Прямые потомки Джулии и Бернадетто Медичи до сих пор живут в Италии.
Сыну — Джулио, было 4 года во время смерти отца. Новый герцог Флоренции — Козимо I, дальний родственник по боковой линии, забрал детей предшественника в свой дом и воспитал их как родственников, позаботился о карьере и достойных браках.

## Интересные факты
- Убежденный республиканец Микеланджело, чтобы не строить крепостные укрепления, бежал от злопамятного герцога в Рим, к папе. В Риме его сразу заняли подрядом на роспись Сикстинской капеллы.
- Некоторое время при дворе Алессандро Медичи жил Джорджо Вазари  (недоступная ссылка).

## В художественной литературе
- В «Гептамероне» Маргариты Наваррской история убийства Алессандро рассказана в Новелле двенадцатой Второго дня.
- Александр Дюма. Роман «Ночь во Флоренции при Алессандро Медичи» и пьеса «Лоренцино». Рассказанная в романтическом духе история убийства герцога.
- Альфред Мюссе. Драма «Лорензаччо» (Lorenzaccio) — пьеса с репутацией французского «Гамлета», в которой играли и Сара Бернар, и Жерар Филип.
- Виктория Холт. «Мадам Змея» — современный исторический роман, посвященный Екатерине Медичи, которая росла вместе с Алессандро и приходилась ему либо единокровной сестрой (по объявленному «отцу» — Лоренцо II), либо кузиной. Первая часть посвящена флорентийскому периоду жизни Екатерины, взаимоотношениям между Медичи, загадочной смерти Иполлито.
- Ирвинг Стоун. «Муки и радости». Беллетризированная биография Микеланджело, в числе действующих лиц — Алессандро.
- Джеймс Кейбелл. Пьеса «Торговцы Драгоценностями» (1921).

## В кино
- Во 2 сезоне сериала Королева змей (США, 2024) роль Аллесандро Медичи сыграл Эшли Томас.